# انقلاب صنعتی
انقلاب صنعتی (به انگلیسی: Industrial revolution) که به عنوان انقلاب صنعتی اول نیز شناخته می‌شود، عبارتست از دگرگونی‌های بزرگ در صنعت، کشاورزی، تولید و ترابری که در بازهٔ زمانی سالهای۱۷۶۰ تا ۱۸۴۰ میلادی رخ داد. ابتدا در انگلستان آغاز شد و سپس به اروپا و آمریکا راه یافت.
این تحولات در هنگام صنعتی شدن کارخانه‌ها و صنایع رخ داده است. صنعتی شدن به معنی استفاده از نیروی ماشینی به جای نیروی انسانی است. انقلاب صنعتی ابتدا از انگلستان شروع شد، زیرا انگلستان پس از چندین قرن تحول سیاسی داخلی، توسعهٔ استعمار تجاری، گسترش ناوگان دریایی، رشد طبقهٔ متوسط و بهبود امور نظامی و اداری کشور، از نظر زمین، کارگر، سرمایه، مدیریت و حکومت وضعیتی مطلوب و هماهنگ داشت که زمینه پیشرفت صنعتی در این کشور را فراهم می‌کرد.
انقلاب صنعتی در انگلستان در سه زمینهٔ بافندگی، زغال‌سنگ و ذوب آهن بیشتر نمود یافت.
گاهی سخن از دو انقلاب صنعتی می‌شود که یکی در قرن هجدهم و دیگری در قرن نوزدهم است. دو نتیجهٔ مهم انقلاب صنعتی، گسترش استعمار اروپایی‌ها در کشورهای آسیایی و آفریقایی و بهره‌کشی از کارگران در داخل بود.
نماد انقلاب صنعتی، ماشین بخار است. انقلاب صنعتی دومین تحول عظیم دنیا می‌باشد. تحول اول را انقلاب کشاورزی و تحول مهم سوم انقلاب الکترونیک می‌دانند.
طی انقلاب صنعتی که با کمک ثروت‌های کشورهای تازه تصرف شده و تجارت بردگان آفریقایی صورت گرفت، به دلیل نیروهای ماشینی و ابزار صنعتی، تولید در اروپا افزایش یافت و قدرت اقتصادی، نظامی و سیاسی کشورهای اروپایی رشد کرد و توجه اروپاییان به کشورهای دارای مواد اولیه، بازار مناسب و نیروی انسانی جلب شد؛ لذا طغیانگری و استعمار خود را افزایش دادند و نابرابری جهانی را رشد دادند.

## ریشه‌های انقلاب و شکل‌گیری آن
زمینه‌های شکل‌گیری انقلاب صنعتی، ریشه در تحولات گستردهٔ بریتانیا در نیمهٔ دوم سدهٔ هجدهم دارد. بریتانیا تقریباً تا سال ۱۸۵۰، با توجه به تحولات پیش آمده، جزو ثروتمندترین کشورهای دنیا محسوب می‌شد. بنابراین می‌توان گفت که اقتصاد جهان در آن زمان بر پایهٔ بریتانیا بنا شد. این کشور در این زمان صاحب نفوذی وسیع گردید، به صورتی که کمتر کشوری می‌توانست با آن به رقابت بپردازد. در آن زمان بریتانیا تنها صادرکننده و  وارد کنندهٔ عمده، دارندهٔ کارگاه‌های تولیدی، و تنها کشور دارندهٔ نیروی دریایی در جهان بود. به مرور این انقلاب در کشورهای اروپایی گسترش می‌یافت. در نهایت تا اواخر سدهٔ نوزدهم دو کشور آلمان و آمریکا، از نظر تولید کالاهای صنعتی جایگاه ویژه‌ای را از آن خود کرده و از بریتانیا پیشی گرفتند.
با وجود شکل‌گیری عوامل و شرایط متفاوت، بریتانیا توانست نخستین زمینه‌های شکل‌گیری انقلاب صنعتی را درون سرزمین خویش جای دهد. بریتانیا زادگاه انقلاب صنعتی در قرن هجدهم شد. در واقع با وجود جمعیت، منابع طبیعی، اختراعات، پول و به‌طور کلی بریتانیا از هر آنچه برای صنعتی شدن نیاز داشت، برخوردار بود. با وجود اینکه کشورهای دیگری چون فرانسه و هلند نیز این قابلیت را داشتند، اما بریتانیا در این راه پیشگام شد و ترقی خاصی نمود. با روی کار آمدن انقلاب کشاورزی، به عنوان یکی از عوامل ریشه‌های شکل‌گیری انقلاب و با گسترش و پیشرفت روزافزون کشاورزی و دامداری، بریتانیا توانست برای جمعیت بیشتری غذا فراهم کند. از این رو نیاز به نیروی کار کمتر شد و خانواده‌های معمولی برخلاف سایر مناطق اروپا دیگر مجبور نبودند بخش زیادی از درآمد خویش را صرف خرید مواد غذایی کنند و در نتیجه توانستند کالاهای جدید صنعتی را خریداری کنند.
انقلاب صنعتی بریتانیا به کارگر و مصرف‌کننده احتیاج داشت که بریتانیا عاری از آن نبود. در سده‌های پیش از قرن هجدهم، جمعیت بریتانیا رشد چشم‌گیری نداشت و تقریباً می‌توان گفت که در سال ۱۷۰۰، جمعیت این کشور کمتر از هفت میلیون نفر بود. اما به مرور زمان و در نخستین دهه‌های قرن نوزدهم، جمعیت این کشور به یازده میلیون نفر رسید. میزان مرگ و میر در این سده کاهش پیدا کرد که شاید بتوان یکی از دلایل آن را آموزش بهتر ماماها و تأسیس زایشگاه‌ها دانست. به مرور زمان بیماری‌های واگیر نیز از میان رفتند. به عنوان مثال طاعون خیارکی یا مرگ سیاه در این دوره اثری از خود به جای نگذاشتند. اما علت دیگر کاهش مرگ و میر دسترسی به غذای بیشتر بود. به طوری که در قرن هجدهم تولید مواد غذایی شصت درصد افزایش یافت. در نهایت می‌توان گفت که رشد جمعیت سبب شد بازارهایی برای انواع کالاها، همانند کفش، پارچه، آجر، ریش‌تراش، چاقو، قیچی، سنجاق، ظروف آشپزخانه و … فراهم آید. در این برهه بود که صنعت بریتانیا با سرعت بخشیدن به تولید کالاهای مورد نیاز خود و احداث کارخانه‌های بیشتر، راهی را برای پاسخگویی به این تقاضا فراهم نمود. از این رو رشد جمعیت سبب گردید که در نیمهٔ دوم سدهٔ هجدهم کارگران اضافی در کارخانه‌های رو به ازدیاد بریتانیا کار کنند و کارگران روستایی که زمانی کارگران ماهر در صنایع مختص به خود بودند، نیروی بالقوه‌ای برای شرکت‌های صنعتی شوند. افزایش جمعیت بریتانیا رابطهٔ گسترده و پیچیده‌ای با گسترش انقلاب صنعتی داشته‌است. به طوری که فیلیس دین، تاریخ‌نگار اقتصادی می‌نویسد:
«بدون رشد جمعیت، … انقلاب صنعتی بریتانیا به سبب کمبود نیروی کار به تأخیر می‌افتاد… بدون افزایش تقاضا…، که بازتاب … رشد جمعیت بود، برای تولیدکنندگان بریتانیایی انگیزهٔ کم‌تری برای توسعه وجود می‌داشت …، و از این رو … بخشی از پویایی که نیروی محرکهٔ انقلاب صنعتی بود، از دست می‌رفت.»
بریتانیا با سرمایه‌گذاری در ماشین‌های صنعتی جدید و تأسیس کارخانه، صاحب یک بانک مرکزی کارآمد و کاملاً پیشرفته شد و مردم بریتانیا به راحتی می‌توانستند از اعتبارات اسنادی برای تسهیل در معاملات سرمایه‌ای استفاده کنند. اکثر کارخانه‌داران اولیه در آن زمان، بازرگانان و صاحب شرکتهایی بودند که در سدهٔ هجدهم از صنایع روستایی بهره برده بودند. در این دوره تاجران به آسانی می‌توانستند ثروت لازم را به‌دست آورند اما به همان آسانی ثروت آنان از دست می‌رفت. شرکت‌های بازرگانی در دوره اولیه خود، به صورت مالکیت فردی یا خانوادگی درآمده بود. و تاجران برای سهولت کار خویش از مشارکت و کمک نزدیکان و دوستان خویش استفاده می‌کردند.
زغال‌سنگ و سنگ آهن از جمله منابع کانی مورد نیاز کارخانه‌ها بود و آنچنان وسعتی را از آن خود نکرده بود و با توجه به مسافت کوتاه میان شهرها، حمل و نقل بسیار آسان انجام می‌گرفت. در اواسط سدهٔ هفدهم برای ساخت جاده‌ها و پل‌های جدید، سرمایه‌گذاری دولتی و خصوصی وسیعی انجام گرفت. پس از آن در دههٔ ۱۷۵۰و ۱۷۶۰ چنین سرمایه‌ای صرف ساختن آبراهه‌ها شد. تمامی جاده‌ها و رودخانه‌های موجود در آن دوره سبب متصل کردن مراکز عمده صنعتی در شمال و میلند و لندن شد. با توجه به این اینکه در این کشور هیچ عوارض گمرکی‌ای وجود نداشت، تجارت به آسانی انجام می‌گرفت.
در روند صنعتی شدن کشور بریتانیا، حکومت نقش بسزایی را ایفا می‌کرد. در حفظ ثبات نهادهای حکومت و وضع قوانین برای حفاظت اموال خصوصی، پارلمان توانست جو مناسبی را برای مشاغل ایجاد کند. بریتانیا در مقایسه با دیگر سرزمین‌های اروپایی محدودیت‌های کمتری برای شرکتهای خصوصی اعمال می‌کرد. از دیگر عوامل مهم در شکل‌گیری انقلاب صنعتی در این سرزمین، تولید کالاهای پرمصرف به قیمت ارزان بود. صنایع نساجی و ماشینی موجود در بریتانیا توانست پاسخگوی این نیاز باشد. در این خصوص دانیل دفو در سال ۱۷۲۸ چنین نوشته‌است:
«عاقبت آنکه می‌بینیم خانه و مسکن خود را به نحو مطلوبی ساخته‌اند و دست‌کم کاملاً صاحب وسایل مورد نیاز و مفید خانگی هستند: حتی کسانی را که ما فقیر و خانه‌به‌دوش و مردم زحمتکش می‌دانیم، دارای چنین وضعی می‌باشند، جای گرم می‌خوابند، در وفور نعمت زندگی و سخت‌کار می‌کنند و دیگر چیزی نمی‌خواهند. اینان مردمی هستند که کل مصرف شما را از مسافات دور می‌آورند. برای اینان است که بازارهای شما در شبهای شنبه هم باز است؛ زیرا آنان معمولاً دستمزد هنگفت خود را دیر می‌گیرند… در یک‌کلام اینان حیات تمام تجارت ما هستند و همگی با کثرت خویش، نه در صدها یا هزاران یا صدهزار تن بلکه در میلیونها نفر با دریافت دستمزد خود حیات پرنعمتی دارند و از طریق زندگی آزاد و سخی و پر مصرف اینان است که مصرف داخلی ما به چنان حجم بزرگی رسیده که می‌توانند هم از تولید خودمان و هم از تولید خارجی مصرف کنند.»

## انگلستان اولین کشور صنعتی جهان
انقلاب صنعتی در قرون هفدهم و هجدهم در انگلستان آغاز شده و به تدریج به دیگر کشورها گسترش یافت. اختراع لازمه انقلاب صنعتی بود و با توجه به ظهور دانشمندان انگلیسی در قرون هفدهم و هجدهم، این کشور زمینه مناسب برای بروز انقلاب صنعتی را داشت.
مخترعین، نه از نیمه‌خدایان بودند و نه از قهرمانان، بلکه نوآورانی سختکوش از تبار انسان، بختیارانی که هوای موافق را برای رویاندن گیاهان برگزیدند.
تامس ساوتکلیف اشتن نویسنده کتاب انقلاب صنعتی مهم‌ترین عامل انقلاب صنعتی در انگلستان را داد و ستد با خارجیان که افق دید افراد را نسبت به جهان گسترش داد می‌داند. هم چنین بر تأثیرات فکری فرانسیس بیکن و نیوتن بر فضای علمی ایتالیا تأکید می‌کند. انقلاب صنعتی بر تمام زمینه‌ها از جمله نظامی، پزشکی و شیمی تأثیر گذاشت.

## پیامدهای انقلاب صنعتی در انگلستان
انقلاب صنعتی، انگلستان را به اولین قدرت صنعتی دنیا مبدل ساخت. ساخت اولین پل آهنی در سال ۱۷۷۹، احداث اولین شبکهٔ راه‌آهن در سال ۱۸۲۵ و هم چنین افزایش چشمگیر فراورده‌های کشاورزی و دامی از جمله نتایج انقلاب صنعتی در انگلستان بود. رشد و گسترش کارخانه‌های متعدد با دودکش‌های بلند و غلیظ، منجر به از بین رفتن جنگل‌ها و فضاهای سبز، افزایش دود و آلودگی هوا، به وجود آمدن کوه‌های زغال و توده فضولات بود.
در عصر انقلاب صنعتی، هر اختراع تازه سبب می‌شد که ماشین‌های تازه به جای عده‌ای از کارگران به کار بیفتند و گروهی را بیکار کنند. افزایش بیکاری کارگران و افزایش قیمتها به دلیل تغییر و تحولات صنعتی، سایه فقر و تنگدستی را گسترده و آن‌ها ناچار بودند که برای سیر کردن خود و خانواده‌هایشان به گدایی و خوردن پسمانده غذاهای رستوران‌ها روی بیاورند. در شهر لندن این معضل بسیار چشم گیرتر بود.

کودکان کارگر

در اوایل انقلاب صنعتی مزد کارگران ناچیز بود و برای سیر کردن شکم شان، زنان و کودکان خود را برای کار به کارگاه‌های ناسالم و خفه می‌بردند بطوریکه در سال ۱۷۵۰ در انگلستان ۱۴ درصد کارگران در کارخانجات زیر ۱۴ سال بودند. این عمل رشد بی سوادی، ایجاد بیماری‌های روحی و روانی و افزایش جرم و جنایت در میان کودکان را در پی داشت.
چارلز دیکنز نویسنده انگلیسی عصر انقلاب صنعتی، در رمان الیور توئیست که به معضلات کودکان آن زمان انگلستان می‌پردازد و به اعتقاد برخی ناقدان شرح زندگی خودش است، می‌نویسد:
الیور گفت: هیچ وقت کسی تشویقم نکرد. کسی دستم را نگرفت. تر و خشکم نکرد و هرگز نگفت دوستم دارد؛ امید برایم واژه‌ای غریب بود. چه برسد به عبارت امید به آینده! کدام آینده؟ به یاد می‌آورم روزهایی را که خیلی بچه بودم ولی مثل همهٔ مردم مجبور بودم کار کنم. هر وقت از کنار کلیسایی می‌گذشتم می‌ایستادم انگشتانم را به هم قلاب می‌کردم وبا چشمانی بسته، دست‌هایم را به سینه می‌فشردم و تند تند و کولی‌وار جملات درست و غلطی را درهم می‌آمیختم و رو به خدا می‌گفتم اینجوری ((خدایا نمیشه تو زودتر از مرده‌شورها بیایی و منو ببری پیش خودِخودت؟ می‌بینی که اینجا زندگی چقد کوفتیه!.

## تاریخ تحولات انقلاب صنعتی
۱۷۰۹
کارخانه دار بریتانیایی، آبراهام داربی (Abraham Darby) با استفاده از زغال‌سنگ به جای چوب، روشی را برای تصفیه (استخراج) آهن از سنگ آهن ابداع می‌کند.
۱۷۱۲
توماس نیو کامن انگلیسی (Newcomen Thomas) اولین موتور بخار را برای بیرون کشیدن آب از معادن اختراع می‌کند.
۱۷۶۴
جیمز هارگریوز (James Hargreaves) نجار و نیز بافنده انگلیسی ماشین نخ ریسی را برای ریسیدن پارچه‌های پنبه‌های اختراع می‌کند.
۱۷۶۹
جیمز وات (James Watt)، مهندس اسکاتلندی، موتور بخار پیشرفته ای را اختراع می‌کند که قادر است به‌طور مؤثری برای راندن ماشین‌ها بکار رود.
۱۷۷۹
در شهر کل بروگدال (Coalbrookdale) انگلستان اولین پل آهنی ساخته می‌شود.
۱۷۸۵
ادموند کارت رایت (Edmund Cartwright) کشیش و مخترع انگلیسی به منظور بافت پارچه پنبه ای، نوعی ماشین بافندگی را معرفی کرد که با استفاده از نیروی محرکه سوختی کار می‌کند.
۱۷۹۳
الی ویتنگ (Eli whitney) آمریکایی دستگاهی را برای جداسازی فیبرهای کتانی از دانه‌ها و مواد زائد دیگر اختراع می‌کند.
۱۸۲۵
اولین خط آهن عمومی بین شهرهای استاکتون (Stockton) و دارلینگتون (Darlington) در شمال انگلستان افتتاح می‌شود و اولین خط آهن در آمریکا دو سال بعد مورد بهره‌برداری قرار می‌گیرد.
کشتی کانادایی رویال ویلیام (Royal William) اولین کشتی بخاری است که اقیانوس اطلس را با نیروی محرکه خود می‌پیماید.
۱۸۵۶
اختراع کوره آهن به وسیلهٔ «بسمر»، تولید انبوه فولاد را ممکن می‌سازد.
۱۸۵۹
اولین چاه نفت در «تیتو سویل» در ایالت پنسیلوانیا حفر می‌گردد.

## کشاورزی و صنعت

### تحولات زراعی
کشاورزی در شیوه زندگی انگلیسی‌های آن دوره نقش بسیار مهمی داشت، اهمیت آن نه تنها به امرار معاش مردم مربوط می‌شد بلکه کشاورزی تنها منبع تأمین‌کننده مواد خام مورد نیاز برای صنعت نساجی به‌شمار می‌رفت، از این رو هر ساله نیاز به تولید پنبه و پشم برای ساخت پارچه و نیز درآمد محصولات خوراکی افزایش یافت.
رشد بازده بخش کشاورزی را می‌توان به درستی به حرکت قاعده‌مند و تکنیک‌های پیشرفته و عملیات توسعه‌یافته طی این دوره نسبت داد. برای مثال در کشاورزی به شیوه قدیمی مرسوم بود زمین را به دلیل ضعیف شدن خاک در طول کشت، برای مدتی به صورت شخم زده و آیش رها می‌کردند، بعدها کشف شد کشت شبدر و حبوبات می‌تواند خاک ضعیف را باز حاصلخیز کند. افزایش بازده محصولات همچنین موجب افزایش غذای موجود برای حفظ و نگهداری دام‌های گوشتی در طول زمستان می‌شد و این به نوبه خود باعث پروارتر شدن گاو و گوسفندها شده و به این ترتیب کشاورزان با گله بزرگ‌تری نسبت به سابق کار خود را در بهار آغاز می‌کردند. از دیگر پیشرفت‌ها در کشاورزی استفاده از ابزارهای کشاورزی محکم‌تر ساخته شده از فلز بود. تا پیش از آن تمام ابزارهای کشاورزی از چوب ساخته می‌شد و نوآوری در تکنولوژی چیزی فراتر از تکرار ساخت ابزارهای موجود با سطح غیرقابل توجهی از بهبود نبود. با بهبود کشاورزی میزان زاد و ولد دام‌ها افزایش یافت، حشرات و آفت‌های مزارع بیشتر کنترل شدند، آبیاری و روش‌های مزرعه داری بهبود یافت، دانه‌های جدیدی برای کاشت کشف شد همچنین استفاده از نیروی بخار در مزرعه‌ها جایگزین استفاده از گاوهای نر شد.
تحولات ایجاد شده در کشاورزی طی این دوره این امکان را فراهم کرد که نیازهای غذایی تمام کسانی که به عنوان کارگران کارخانه‌ها به مراکز صنعتی روی آورده بودند به خوبی تأمین شود. فراهم آوردن غذای کافی برای حفظ یک نیروی کاری مفید، انگلستان را در مسیر توسعه اقتصادی و صنعتی قرار داد.

### تحولات صنعت نساجی
در واقع نساجی از جمله صنایع بزرگ بریتانیا محسوب می‌شد. در طی قرن‌ها کارگران بریتانیایی، پشم خام و پنبه را تبدیل به پارچه می‌کردند. و تقریباً می‌توان گفت که یک سوم تجارت داخلی و خارجی بریتانیا شامل صدور پارچه می‌شد. تا قبل از انقلاب صنعتی، بریتانیا با استفاده از روش‌های سنتی کالاهای ارزان پنبه‌ای را تولید کرد و در صنعت نساجی پیشی گیرد. اما در سال ۱۷۳۳، ماکوی جهنده توسط جان کاری اختراع گردید و با تبدیل دستگاه‌های بافندگی دستی به دستگاه پیشرفته‌ای چون ماکوی جهنده، تعداد کارگران مورد نیاز برای بافتن پارچه کاهش یافت. هنگامی که کارگران با استفاده از دستگاه‌های قدیمی، نخ عمودی و نخ افقی افقی را هدایت می‌کردند، دستگاهی روی کار آمد که نخ را به صورت افقی حرکت می‌داد. با این وجود بر سرعت بافت پارچه افزوده شد و تولیدات دو برابر شدند. اما با وجود این سرعت بریتانیا با کمبود نخ مواجه شد، اما در سال ۱۷۶۸، جمیز هارگیوز با اختراع دستگاه نخ ریسی جنی مشکل تولید نخ را حل کرد. این دستگاه می‌توانست به‌طور همزمان هشت تار نخ را تولید کند. این دستگاه از چندین چرخ نخ‌ریسی درست شده بود که به صورت عمودی در کنار هم قرار می‌گرفتند. این دستگاه همانند ماکوی جهنده با نیروی عضلانی انسان کار می‌کرد. و به‌طور کلی این دستگاه‌ها به چرخ‌های آبی متصل می‌شدند و هر یک از آنها یکصد رشته نخ تولید می‌کردند. اختراعات دیگری نیز صورت گرفت. از جمله اختراع ریچارد آرکرایت در سال ۱۷۶۹، که با ساختن یک سازهٔ آبی، یک رشته غلتک الیاف را می‌کشید و نخی به‌وجود می‌آمد که از تمامی نخ‌های پیشین محکم‌تر بود. پنج سال بعد از اختراع این سازه، سامئول کرامپتون با ترکیب دو سازهٔ پیشین دستگاهی محکم‌تر و پرکاربردتر ساخت. این دستگاه به ماشین ریسندگی کرامپتون معروف شد. اما در سال ۱۷۸۳ قطعات فلزی جایگزین دستگاه‌های پیشین شدند. و وسایل پیشین که در این صنعت مورد استفاده قرار می‌گرفتند، با رشد صنعت پارچه‌بافی و تقاضای مدوام بازار دیگر پاسخگوی این برهه از زمان نبودند. بدین ترتیب برای رفع چنین مشکلی ماشین بخار اختراع گردید.

## ماشین بخار
اختراع ماشین بخار نقش مهمی در پیشرفت انقلاب صنعتی داشت. این ماشین سبب رونق تولید پارچه در بریتانیا شد. این اختراع برعکس اختراعات پیشین که تحت تأثیر شرایط متغیر آب و هوایی بودند، پرکاربردتر بود. این دستگاه در هر جایی که مورد نیاز بود، باید طبق آب و باد کاملاً در دسترس جایگذاری می‌شد. در واقع می‌توان گفت که ماشین بخار جهت پاسخ به نیاز ضروری بشر به تخلیهٔ آب به روش مناسبی بود که مانع معدن‌کاوی می‌شد. بریتانیا همواره به دنبال جایگزینی برای چوب بود، که در نهایت، بهره‌برداری از معادن زغال‌سنگ از نتایج آن بشمار می‌رفت. در اوایل سدهٔ هجدهم استفادهٔ بیش از حد از چوب، سبب کشف روش‌های جدید سنگ آهن توسط زغال‌سنگ و کُک گردید. از این رو انگیزه برای معدن‌کاوی در معادن پدید آمد، اما پس از پایین رفتن از سطح سفرهٔ آب، عمق معدن پر از آب می‌شد. در نتیجه برای رفع این مشکل از پمپ‌های مکانیکی استفاده شد. و در سال ۱۷۱۲، یک مخترع انگلیسی به‌نام توماس نیوکامن توانست یک ماشین بخار که ماشین هوایی نیز نامیده می‌شد را اختراع کند. این ماشین‌سازوکار نسبتاً ساده‌ای داشت. برای استفاده از آن فقط لازم بود میله‌ای را به پیستون متصل کنند و میله را به یک دستگاه وصل کنند. گرچه این ماشین بخار از پمپ اسبی موثرتر بود اما برای رفع نیاز کارایی چندانی نداشت.
با توجه به اینکه ماشین نیوکامن از قدرت کافی برخوردار نبود، در دههٔ ۱۷۶۰ جیمزوات یک ماشین بخار با کارایی بیشتر را اختراع نمود. هنگامی که او مشغول تعمیر یک ماشین نیکوکامن برای دانشگاه گلاسگو بود، متوجه شد که خنک کردن سیلندر و برای گرم کردن آن انرژی زیادی مصرف می‌شد. در نهایت ماشین او بهتر از اختراع قبلی کار می‌کرد و نیروی بیشتری تولید می‌کرد. او در این باره می‌نویسد:
 «دریافتم که برای استفاده بهتر از بخار لازم است… که سیلندر همیشه به اندازهٔ بخاری که وارد آن می‌شود داغ نگه داشته شود…. به فکرم رسید که اگر رابطی بین سیلندر محتوی بخار و لولهٔ دیگری خالی از هوا کار گذاشته شود … بخار بی‌درنگ به درون لولة خالی هجوم می‌برد … و اگر آن ظرف خیلی سرد نگه داشته شود… بخار بیشتری وارد آن خواهد شد تا این که تمام آن به آب تبدیل شود.»

## سرمایه‌گذاری در صنعت
انقلاب صنعتی علاوه بر افراد، منابع طبیعی و اختراعات، به سرمایه نیز احتیاج داشت؛ بنابراین کسانی باید در این راستا هزینهٔ بنای کارخانه‌ها و ساخت ماشین‌ها را تأمین می‌کردند. تجارت دریایی یکی از عمده‌ترین منابع مالی برای عرصهٔ صنعت بود. معاوضهٔ برده، طلا و عاج در آفریقای غربی با اسلحه و مشروبات الکلی بریتانیایی یکی دیگر از راه‌های کسب ثروت در این زمینه بود. در جزایر هند غربی بردگان با شکر و تنباکو و رنگ‌دانه معاوضه می‌شدند و در بازارهای بریتانیایی به فروش می‌رسیدند. طلا و عاج فیل نیز در جزایر بریتانیا عرضه می‌شدند. در همین حال بریتانیا صدور چندین پارچهٔ پشمی به اروپا را ادامه می‌داد. به‌طور کلی تجارت پرسودی بود و همهٔ بازرگانان را ثروتمند ساخته بود. عده‌ای از این بازرگانان تصمیم گرفتند که پول خویش را در زمین کشاورزی و پرورش حیوانات اهلی سرمایه‌گذاری کنند، اما بسیاری از آنها معتقد بودندکه از طریق صنعت بریتانیا درآمدی بیشتری را از آن خود خواهند کرد. به طوری که در اواخر قرن هجدهم ۵۰ درصد سرمایه‌های ممکن مختص به صنعت بود و در به حرکت درآوردن انقلاب صنعتی نقشی مؤثر را ایفا نمود.

### کارخانه‌های صنعتی
پارچهٔ پنبه‌ای از جمله محصولات اولیهٔ صنعت بود، از این رو کارخانه‌های پارچه‌بافی از اولین صنعت تازه تأسیس ماشین بهره بردند. تولید پارچه از کارگاه‌های روستایی به کارخانه‌ها تغییر محل داد. و صاحب کارخانه‌های صرفاً افرادی را استخدام می‌نمودند که بر ماشین‌های بافندگی نظارت داشته باشند. کارگران در ساعاتی منظم و چندین نوبت در کارخانه‌ها کار می‌کردند تا بتوانند حداکثر تولید لازم را از ماشین آلات به‌دست آورند. کارفرمایان به این نتیجه رسیدند که باید نظام کاری مشخصی را برای کارگران به‌وجود آورند. کار در کارخانه بسیار سخت و ملال آور بود اما صاحبان کارخانه همواره سخت‌گیری‌های به‌خصوص خود را اعمال می‌کردند.